# Carminda Carlota
Carminda Carlota (* 27. April 1974 in Bobonaro, Portugiesisch-Timor) ist eine osttimoresische Politikerin und Mitglied der Partei Congresso Nacional da Reconstrução Timorense (CNRT). Sie hat einen Abschluss in Ökonomie und ist Geschäftsfrau.
Bei den Parlamentswahlen 2023 trat Carlota auf Platz 27 der Wahlliste des CNRT an und gewann einen Sitz im Parlament. Im 6. Nationalparlament Osttimors ist Carlota Mitglied des Ausschusses für Infrastruktur (Kommission E).